# Шодне (Горња Марна)
Шодне (фр. Chaudenay) насеље је и општина у североисточној Француској у региону Шампањ-Арден, у департману Горња Марна која припада префектури Лангр.
По подацима из 2011. године у општини је живело 304 становника, а густина насељености је износила 66,09 становника/km². Општина се простире на површини од 4,6 km². Налази се на средњој надморској висини од 310 метара.

## Демографија
| 1962. | 1968. | 1975. | 1982. | 1990. | 1999. | 2011. |
| ----- | ----- | ----- | ----- | ----- | ----- | ----- |
| 245   | 264   | 278   | 321   | 310   | 299   | 304   |

График промене броја становника у току последњих година